# Шакиров, Александр Ильдусович
Александр Ильдусович Шакиров (родился 20 января 1981 в Рязани) — российский регбист, играющий на позиции скрам-хава.

## Карьера

### Клубная
Воспитанник пензенского регби, Мастер спорта Международного класса. Начал профессиональную карьеру в команде рк "Пенза" (1998-2001). Выступал за команду «Енисей-СТМ» (г. Красноярск) 3 сезона с 2003 по 2005 год, затем перешёл в «ВВА-Подмосковье». За подмосковный клуб играл 7 лет (2006-2012 гг), после чего перешёл в «Агроуниверситет» г. Казань и пробыл в распоряжении этого клуба один сезон (2013 г). Из-за травмы пропустил начало игрового сезона в 2014 году, в том же году завершил карьеру.

### В сборной
Дебютировал 6 марта 2004 в матче против Грузии в Тбилиси. За сборную сыграл более 70 матчей, набрал 25 очков (5 попыток). Участник чемпионата мира 2011 года, сыграл матчи против США, Италии (в основном составе) и Австралии (вышел на замену). В начале 2014 года покинул расположение сборной из-за травмы.
В 2008 году участвовал в чемпионате Европы по регби-7 в Ганновере (9-е место).

### После регби
Сезоны 2019/20 и 2020/21 провел в Высшей хоккейной лиге в клубе «Дизель» в качестве тренера по физической подготовке.
Сезон 2020/21 начал в хоккейном клубе «Адмирал».
Летом 2025 года стал тренером по физподготовке в хоккейной команде ЦСК ВВС.